# Грязнов, Николай Павлович
Николай Павлович Грязнов (1851—?) — русский военачальник, генерал-майор.

## Биография
Родился 20 июня 1851 года  (по другим данным 18 (30) апреля 1848 года) в православной семье.
Окончил 2-ю Санкт-Петербургскую военную гимназию и 1-е военное Павловское училище (1867), откуда был выпущен в 28-й пехотный Полоцкий полк.
Чины: поручик — 21.5.1870, штабс-капитан — 6.6.1873, капитан — 2.4.1879, подполковник — 1.1.1889, полковник — 21.1.1898, генерал-майор — ст. 22.10.1904.
В чине штабс-капитана 30 апреля 1875 года был переведён из 28-го пехотного Полоцкого полка в 97-й пехотный Лифляндский полк: на 1 января 1884 года — командир 3-й роты, на 1 января 1889 года — командир 1-й роты. Выбыл из полка в 1889 году после производства в подполковники.
Далее занимал должности: командир 9-го Восточно-Сибирского линейного батальона (31.3.1898—10.7.1900); командир 15-го Восточно-Сибирского стрелкового полка (10.7.1900—21.5.1905); командир 1-й бригады 8-й пехотной дивизии (21.05.1905—15.12.1908). На 1 января 1909 года числился начальником 7-й Туркестанской стрелковой бригады.
Участник кампании 1904—1905 годов (Оборона Порт-Артура).
Дата смерти точно неизвестна, на 1 января 1910 года был в списке 7-й Туркестанской стрелковой бригады, на 1 июля 1910 года в списке генералом не значится.

## Награды
- Награждён орденом Св. Георгия 4-й степени (4 января 1905) и Золотым оружием «За храбрость» (27 января 1905).
- Также награждён орденами Св. Станислава 3-й степени (1871), Св. Анны 3-й степени (1879), Св. Станислава 2-й степени (1888), Св. Анны 2-й степени (1892), Св. Владимира 4-й степени с бантом (1901), Св. Владимира 3-й степени (1902), Св. Станислава 1-й степени (1906).